# Роето (Асти)
Роето је насеље у Италији у округу Асти, региону Пијемонт.
Према процени из 2011. у насељу је живело 69 становника. Насеље се налази на надморској висини од 196 м.